# (49673) 1999 RA215
1999 أر أي 215 (ويعرف أيضًا باسم (49673) 1999 أر أي 215 وفق تسمية الكوكب الصغير) (بالإنجليزية: 1999 RA215)‏ هو كويكب ضمن حزام الكويكبات؛ وترتيبه 49673 من حيث الاكتشاف.
اكتُشف هذا الجُرم الفلكي بواسطة بريت جلادمان في 13 سبتمبر 1999.

## وصلات خارجية
- (49673) 1999 RA215 في قاعدة بيانات مختبر الدفع النفاث لأجرام النظام الشمسي الصغيرة

- الاكتشاف · مخطط المدار ·  العناصر المدارية · المعلمات المادية

- (49673) 1999 RA215 على موقع ويكي سكاي: DSS2, SDSS, GALEX, IRAS, Hydrogen α, X-Ray, Astrophoto, Sky Map, Articles and images